# Luật công
Luật công (tiếng Latinh: ius publicum, tiếng Anh: public law), hay còn gọi là Công pháp, là một phần của luật pháp mà cai quản quan hệ giữa cá nhân và chính phủ, và những quan hệ giữa các cá nhân mà có liên quan trực tiếp đến xã hội. Luật công bao gồm luật hiến pháp, luật hành chính, luật thuế vụ và luật hình sự,. Những luật lệ liên quan đến quan hệ giữa các cá nhân thì thuộc về luật tư.
Các quan hệ mà luật công cai quản thường thì không cân xứng và không bình đẳng – cơ quan chính phủ (trung tâm hay địa phương) có thể ra quyết định về quyền của cá nhân. Tuy nhiên, theo học thuyết Pháp quyền, nhà cầm quyền chỉ có thể làm việc trong vòng pháp luật (secundum et intra legem). Chính phủ phải tuân theo luật pháp. Một công dân không hài lòng với một quyết định của nhà cầm quyền, có thể kháng cáo lên tòa án để được xem xét.
Sự phân biệt giữa luật công và luật tư đã bắt nguồn từ luật La Mã. Nó đã được các quốc gia theo Dân luật ứng dụng vào đầu thế kỷ 19, và từ đó lan dần sang luật pháp các nước theo thông luật.
Tuy nhiên ranh giới giữa luật công và luật tư thì không phải lúc nào cũng rõ ràng trong một số trường hợp.